# Euaspis abdominalis
Euaspis abdominalis là một loài ong trong họ Megachilidae. Loài này được Fabricius miêu tả khoa học đầu tiên năm 1773.